# Pavlivka, Sofiivka
Pavlivka (în ucraineană Павлівка) este un sat în comuna Jovtneve din raionul Sofiivka, regiunea Dnipropetrovsk, Ucraina.

## Demografie
Componența lingvistică a localității Pavlivka
     Ucraineană (97,56%)
     Rusă (1,22%)
     Română (1,22%)
Conform recensământului din 2001, majoritatea populației localității Pavlivka era vorbitoare de ucraineană (97,56%), existând în minoritate și vorbitori de rusă (1,22%) și română (1,22%).